# K-theorie
In de wiskunde, is de K-theorie een instrument dat in verschillende deelgebieden wordt gebruikt. In de algebraïsche topologie is het een buitengewone cohomologietheorie, die bekendstaat als de topologische K-theorie. In de algebra en de algebraïsche meetkunde wordt er aan gerefereerd als de algebraïsche K-theorie. K-theorie heeft een aantal toepassingen in de operator-algebras. Het leidt tot de constructie van families van K-functors, die nuttige maar vaak moeilijk te berekenen informatie bevatten.
In de natuurkunde verschijnen K-theorie en met name de verdraaide K-theorie in type II snaartheorie, waar het vermoeden is geuit dat zij D-branen, Ramond-Ramond-veldsterktes en ook bepaalde spinors op veralgemeende complexe variëteiten kunnen  classificeren.

## Vroege geschiedenis
De K-theorie begon met Alexander Grothendieck in 1957, die het gebruikte om zijn stelling van Grothendieck-Riemann-Roch te formuleren. Het ontleent zijn naam aan het Duitse Klasse, wat "klasse" betekent. Grothendieck moest werken met coherente schoven op een algebraïsche variëteit X. In plaats van direct met de schoven te werken, definieerde hij een groep met isomorfismeklassen van schoven als generatoren van de groep, onderhevig aan een relatie die elke uitbreiding van twee schoven identificeert met hun som. De resulterende groep wordt K(X) genoemd als alleen lokaal vrije schoven worden gebruikt, of G(X) als het allemaal coherente schoven zijn. Een van deze twee constructies wordt de Grothendieck-groep genoemd; K(X) heeft cohomologisch gedrag en G(X) heeft homologisch gedrag.